# Liste der Monuments historiques in Scy-Chazelles
Die Liste der Monuments historiques in Scy-Chazelles führt die Monuments historiques in der französischen Gemeinde Scy-Chazelles auf.

## Liste der Bauwerke
| Bezeichnung           | Beschreibung                                                                                | Standort                             | Kennzeichnung | Schutzstatus | Datum | Bild           |
| --------------------- | ------------------------------------------------------------------------------------------- | ------------------------------------ | ------------- | ------------ | ----- | -------------- |
| Festung Saint-Quentin | von 1867 bis 1870 angelegt; zwischen 1872 und 1892 als Feste Prinz Friedrich Karl erweitert | nördlich von Scy (Lage)              | PA00107038    | Inscrit      | 1989  | weitere Bilder |
| Kirche St-Rémy        | um 1100 erbaut                                                                              | Scy, rue de l’Esplanade (Lage)       | PA57000013    | Inscrit      | 1997  | weitere Bilder |
| Kirche St-Quentin     | Wehrkirche aus dem 12. Jahrhundert                                                          | Chazelles, rue Robert Schuman (Lage) | PA00107003    | Classé       | 1930  | weitere Bilder |

## Liste der Objekte
| Bezeichnung                     | Beschreibung | Standort                          | Kennzeichnung | Schutzstatus | Datum | Bild |
| ------------------------------- | --- | --------------------------------- | ------------- | ------------ | ----- | ---- |
| Skulptur Madonna mit Kind       | Stein, zweites Viertel des 15. Jahrhunderts                                                                        | Scy, in der Kirche St-Rémy (Lage) | PM57000352    | Classé       | 1975  |      |
| Rechter Seitenaltar             | Altartisch; Holz, farbig gefasst und vergoldet, 18. Jahrhundert                                                    | Scy, in der Kirche St-Rémy (Lage) | PM57000354    | Classé       | 1975  |      |
| Kirchenfenster Madonna mit Kind | Anfang des 16. Jahrhunderts                                                                                        | Scy, in der Kirche St-Rémy (Lage) | PM57000351    | Classé       | 1975  |      |
| Linker Seitenaltar              | ehemaliger Hauptaltar; Altartisch, Altaraufbau und Tabernakel; Holz, farbig gefasst und vergoldet, 18. Jahrhundert | Scy, in der Kirche St-Rémy (Lage) | PM57000353    | Classé       | 1975  |      |